# Église Saint-Pierre de Maisoncelles-du-Maine
Pour les articles homonymes, voir Église Saint-Pierre.
L'église Saint-Pierre est une église catholique située à Maisoncelles-du-Maine, dans le département français de la Mayenne.

## Localisation
L'église est située dans le bourg de Maisoncelles-du-Maine, place de l'église, au croisement des routes départementales 233 et 575.

## Histoire
L'église romane initiale, du XIe siècle, comprenait la nef actuelle et un chœur étroit, séparé de cette dernière par un mur à pignon percé d'une arcade et surmonté d'un clocher.
L'édifice est incendié par les chouans pendant la Révolution française. Restauré en 1804 à l'initiative du curé Maillard, il est alors doté d'un vaste sanctuaire. On y implante un clocher au nord et une sacristie au sud.

## Intérieur
L'intérieur actuel a été refait en 1804 par l'architecte Garnier qui, lors de ses travaux, a découvert des peintures anciennes qui étaient jusqu'alors dissimulées par plusieurs couches de badigeon.

### Retable
Le retable du maître-autel a été réalisé en 1816 pour 1 024 francs. De style néoclassique, il est composé d'un panneau central encadré de stucs dorés. Les niches latérales abritent une statue de saint Joseph (à gauche) et une Vierge à l'Enfant (à droite).

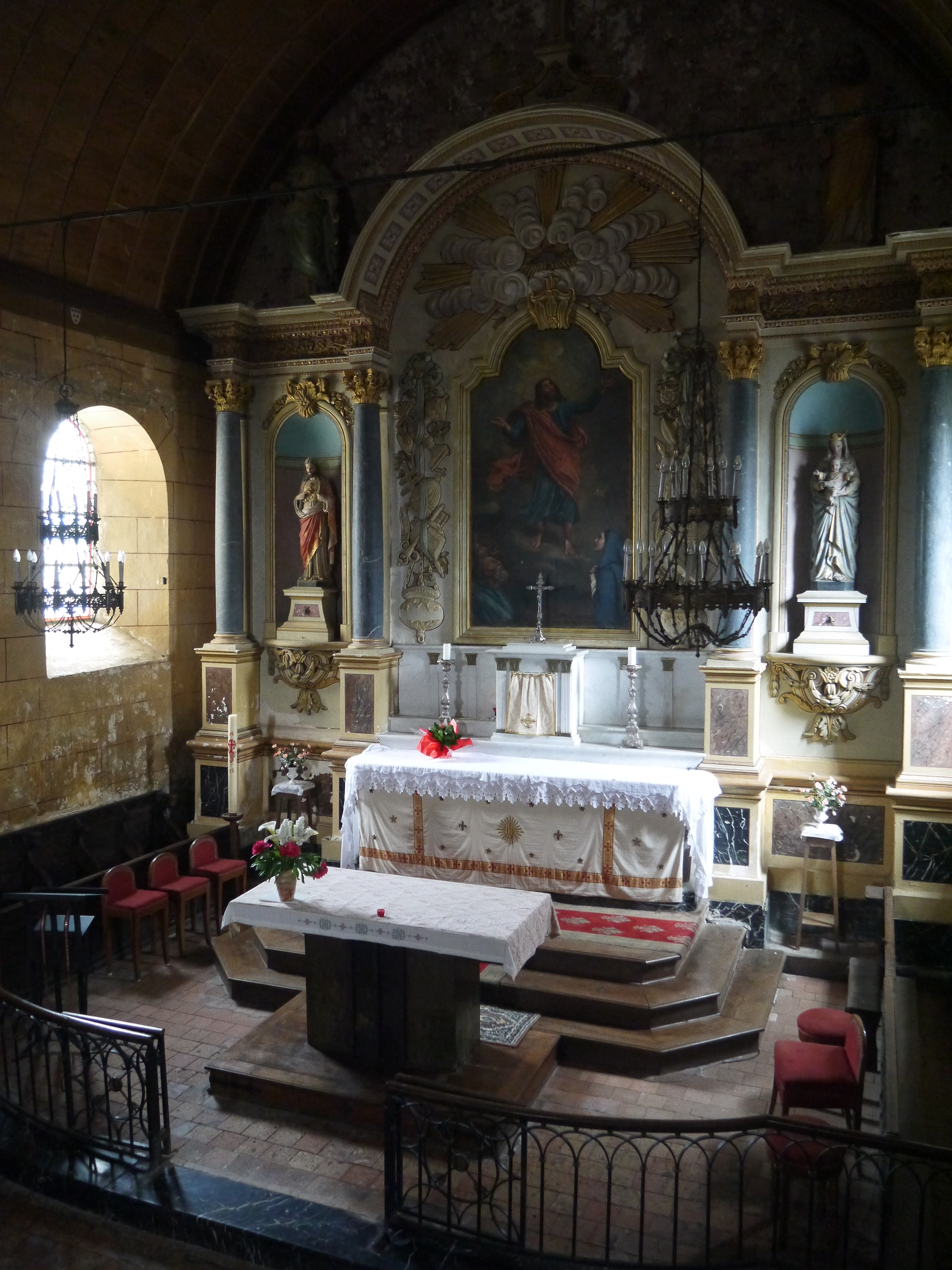
Le chœur vu de la chaire.
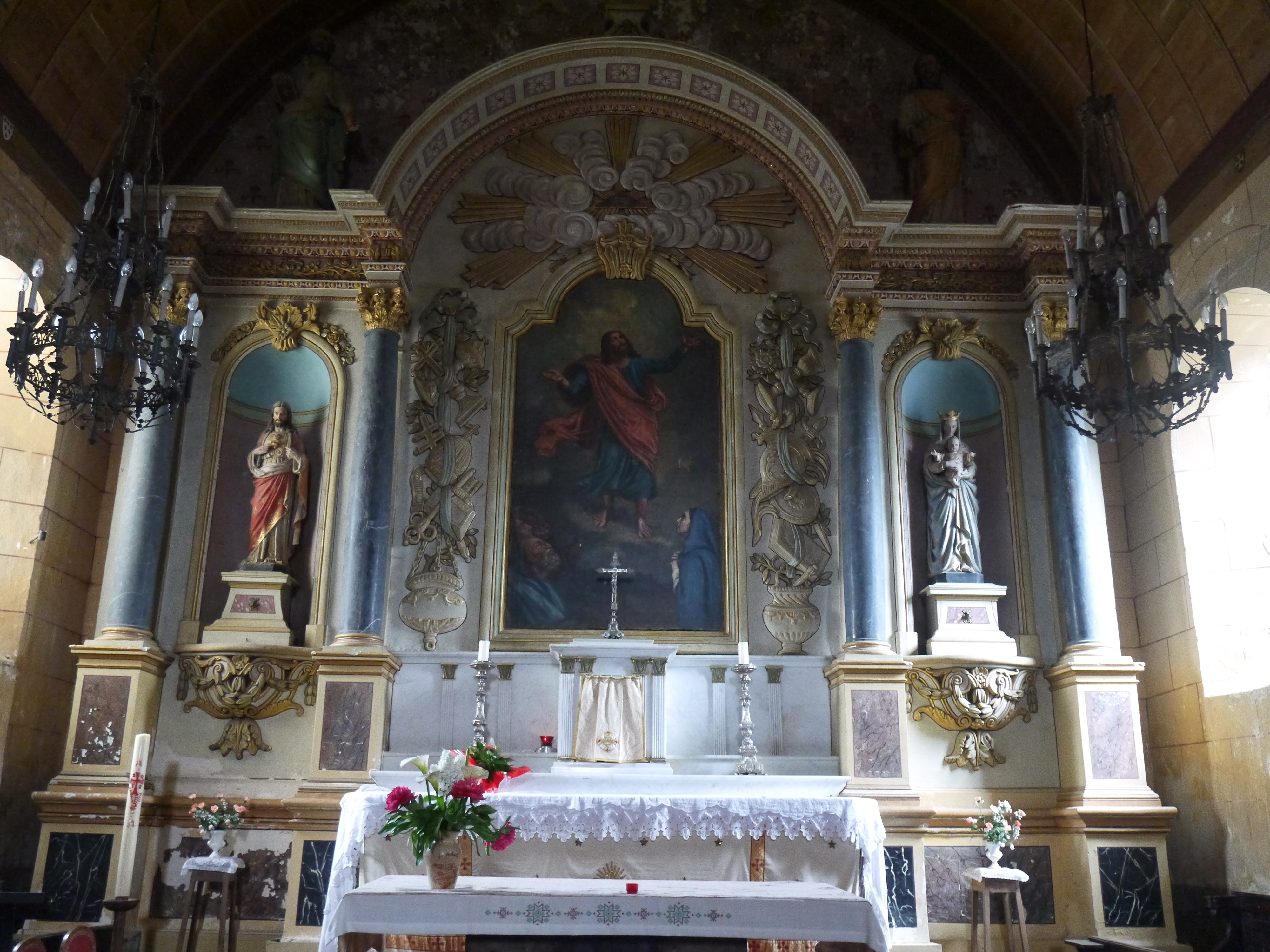
Le retable.
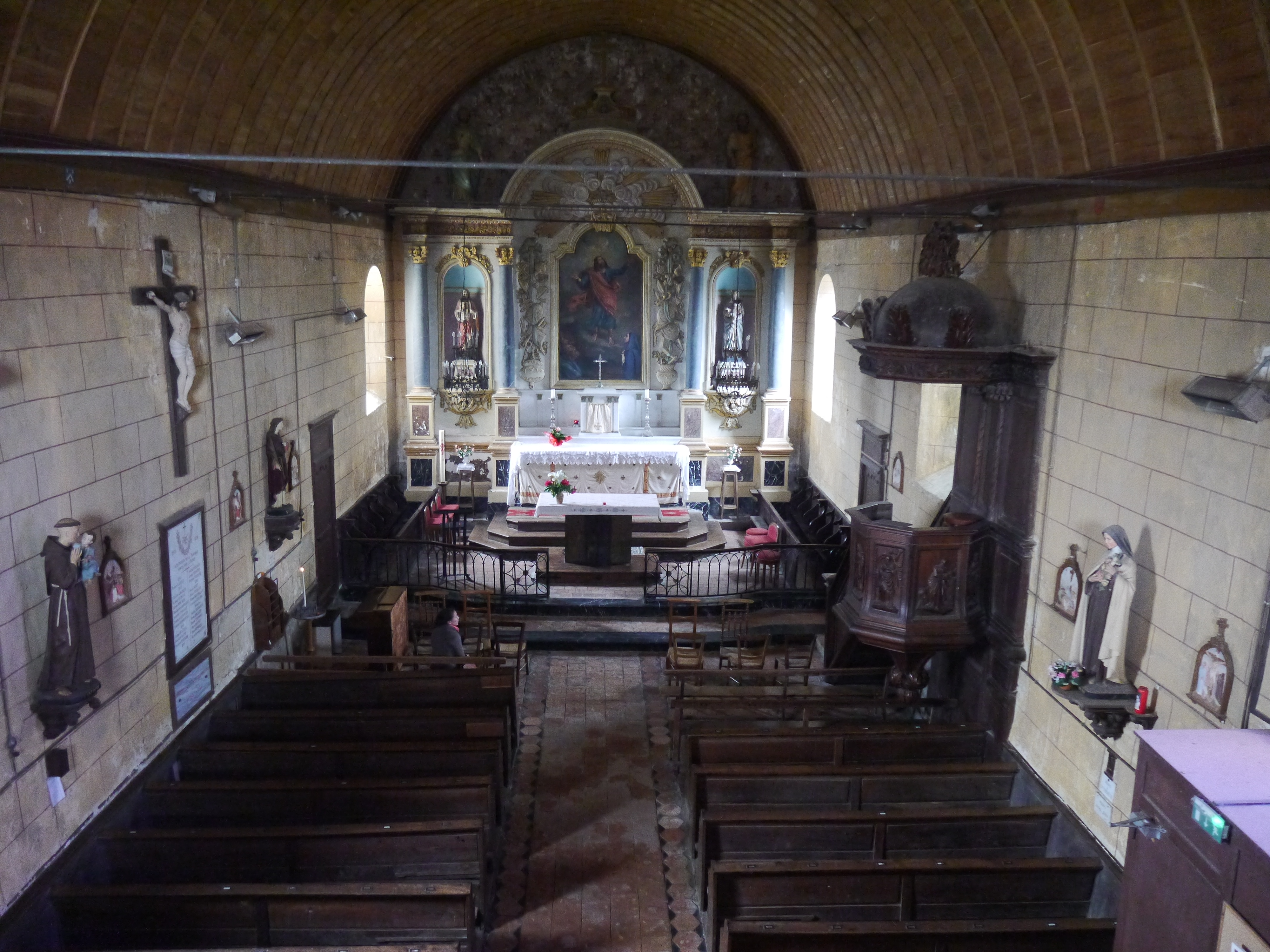
La nef vue de la tribune.